# Marino (district)
Pour les articles homonymes, voir Marino.
Marino (russe : Муниципальный округ Марьино) est un district municipal du district administratif sud-est de la municipalité de Moscou.

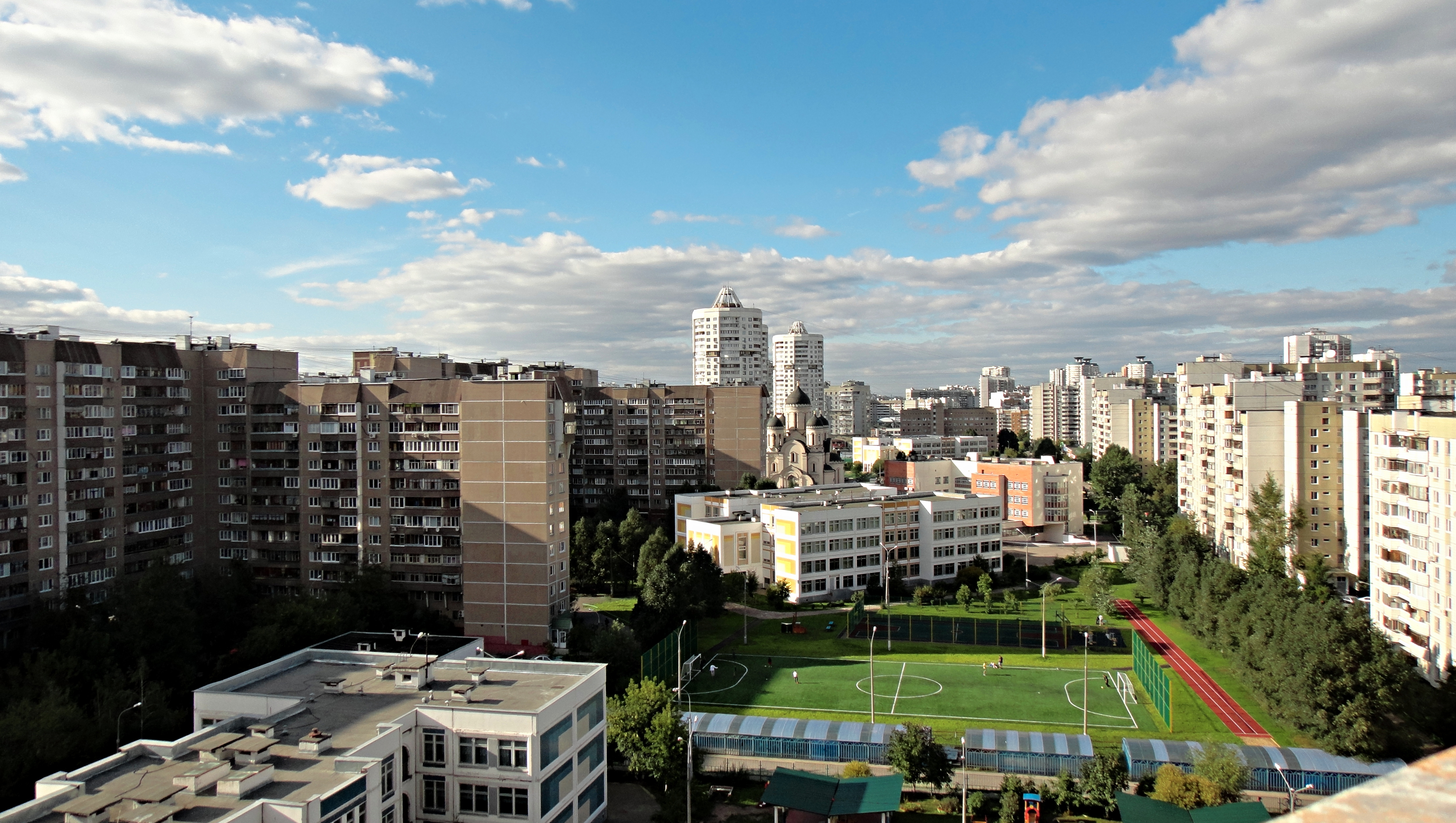

## Histoire
Il tire son nom du village homonyme, probablement baptisé en l'honneur de la princesse Marie de Borovsk, mère d'Ivan III, qui avait organisé la colonie, située au nord-ouest de l'actuel district. Ce nom est mentionné dans un recensement en 1644.
Au milieu du XIXe siècle, Marino ne comptait que 31 habitants.
Le territoire est inclus dans la ville de Moscou en 1960. Depuis 1977, de nouveaux bâtiments sont érigés dans ce quartier résidentiel.

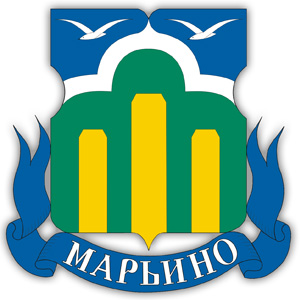
Armes du district
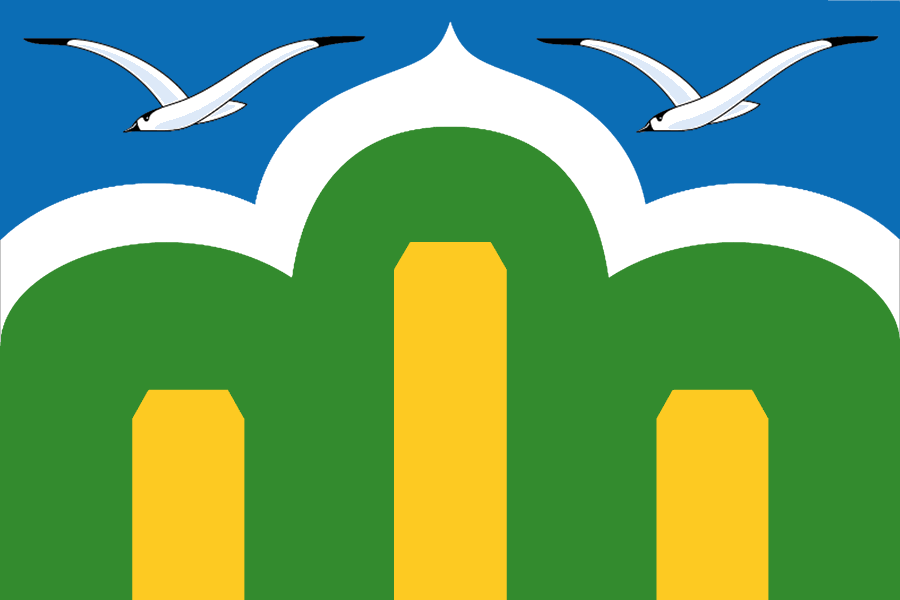
Drapeau du district